# Gunnar Lindskog (häradshövding)
Hans Gunnar Lindskog,  född den 17 oktober 1907 i London, död den 1 mars 1961 i Skövde, var en svensk jurist. Han var son till Jonas Lindskog.
Lindskog avlade juris kandidatexamen 1933 och genomförde tingstjänstgöring 1933–1936. Han blev fiskal i Göta hovrätt 1936, assessor där 1946, hovrättsråd i Hovrätten för Övre Norrland 1947 och vice ordförande på avdelning där 1948. Lindskog var tillförordnad revisionssekreterare 1950 och häradshövding i Skövde domsaga från 1958 till sin död. Han blev riddare av Nordstjärneorden 1951.